# Andrzej Dulski
Andrzej Dulski (ur. 3 września 1945) – polski trener siatkówki kobiet, trener reprezentacji Polski seniorek (1981–1983), zdobywca medali mistrzostw Polski z zespołem Czarnych Słupsk i mistrzostw Francji z Racing Club de France i Volley Ball Club Riom Auvergne.

## Kariera sportowa
W 1978 awansował do I ligi z Gedanią, ale jego zespół zajął w sezonie 1978/1979 ostatnie miejsce w rozgrywkach. W latach 1979–1982 prowadził drużynę Czarnych Słupsk i wywalczył z nią dwa brązowe medale mistrzostw Polski (1980, 1981) i Puchar Polski w 1981. Latem 1981 został trenerem reprezentacji Polski seniorek i poprowadził ją na mistrzostwach Europy w 1981 (5. miejsce) i 1983 (9. miejsce). W połowie lat 80 wyjechał najpierw do Belgii, gdzie pracował w Anderlechcie, następnie do Francji. W tym ostatnim kraju odnosił najpierw sukcesy z paryską drużyną Racing Club de France. Zdobył z nią pięć tytułów mistrza Francji z rzędu (1988-1992), cztery razy Puchar Francji (1988, 1990, 1992, 1993), a w 1990 wprowadził zespół do finałowej czwórki Pucharu Mistrzyń. W latach 1994–1996 i sezonie 2002/2003 prowadził zespół Volley Ball Club Riom Auvergne, z którym wywalczył dwukrotnie wicemistrzostwo Francji (1995, 1996), raz Puchar Francji (1996) a w 1996 wywalczył drugie miejsce w Pucharze Zdobywców Pucharów. Pracował także z zespołem Entente Saint-Chamond.